# Xenimpia tetracantha
Xenimpia tetracantha là một loài bướm đêm trong họ Geometridae.